# Carl Bernhard Sebastian Cawallin
Carl Bernhard Sebastian Cawallin, född 8 juli 1846 i Östersund, död 22 november 1926 på ålderdomshemmet Björkbacka vid Östersund, var en svensk matematiker.
Cawallin var son till häradsskrivaren Karl Johan Cawallin. Han var 1857-1868 elev vid Östersunds högre elementarläroverk och idkade därefter privatstudier. Redan under sina skolår började Cawallin syssla med matematiskt författarskap och insände lösningar och problem till Tidskrift för matematik och fysik. Efter mogenhetsexamen vid Östersunds högre elementarläroverk 1869 studerade han 1873-1877 vid Uppsala universitet, varefter han 1877 flyttade till Stockholm där han verkade som privatlärare i matematik. 1880 flyttade han tillbaka till Östersund. Cawallin var fortsatt verksam med att publicera matematiska problem i Tidskrift för matematik, Educational times och Mathesis. Hans insatser avbröts av sjukdom. Hans sista uppsats lämnade det länge sökta beviset för att en planets perihelium i de flesta fall har en medelrörelse.